# Torah Umadda

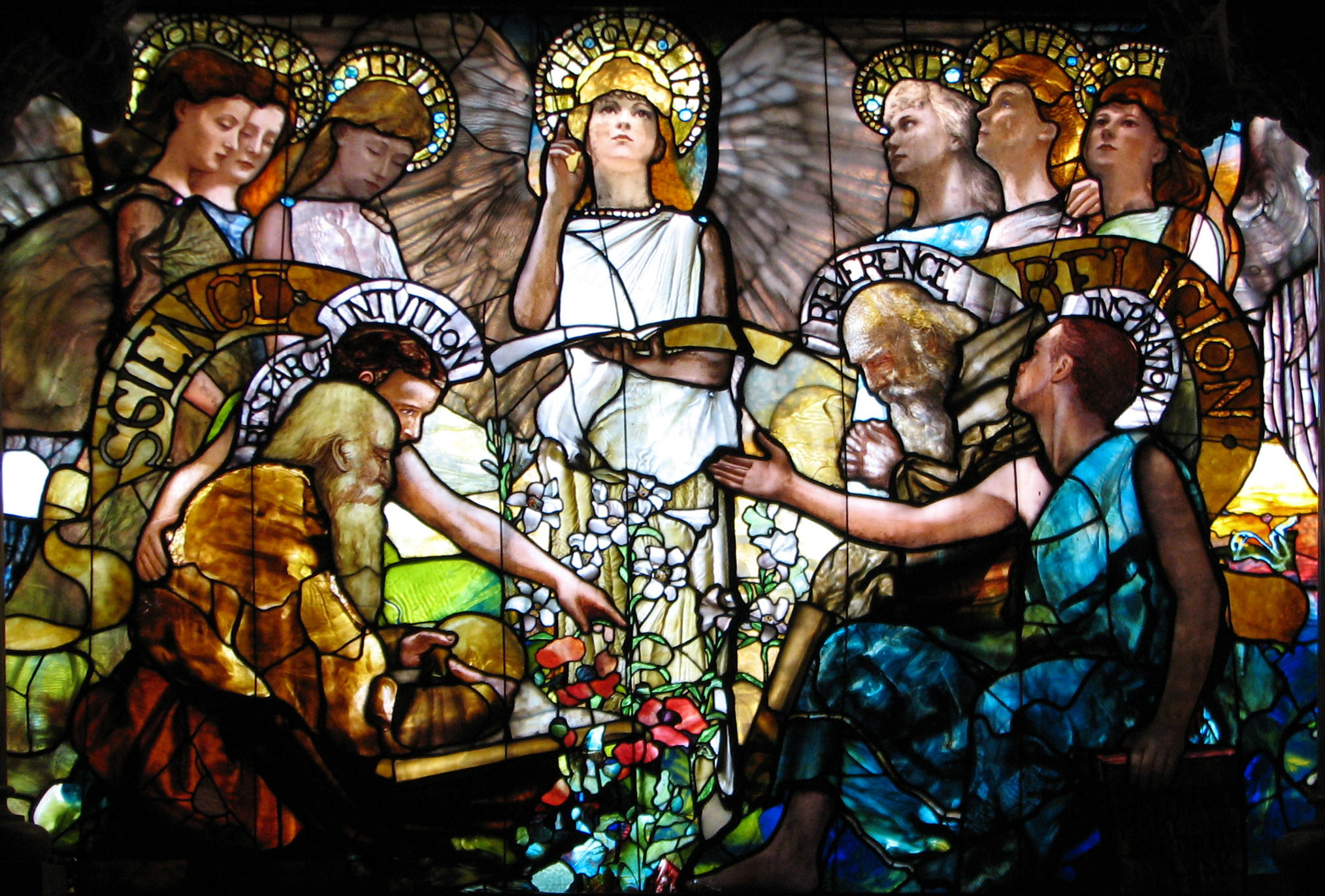
Scienza e Religione in armonia di Louis Comfort Tiffany, 1890

Torah Umadda (in ebraico תּוֹרָה וּמַדָּע‎?, "Torah e conoscenza secolare") è una filosofia dell'Ebraismo ortodosso che riguarda la relazione tra il mondo secolare e l'Ebraismo e in particolare tra la conoscenza secolare e la conoscenza religiosa ebraica. La risultante modalità di Ebraismo ortodosso viene chiamata Ortodossia Centrista.

## Storia
Torah Umadda è strettamente associata con la Yeshiva University (Università Yeshivah). La filosofia effettiva alla base della combinazione di Torah e saggezza secolare alla Yeshiva University è stata variamente articolata, inizialmente dal rabbino Bernard Revel, dai suoi successori Samuel Belkin e Joseph Soloveitchik e, più recentemente e formalmente, da Norman Lamm. Sebbene le sue radici risalgano al 1886, fu solo nel 1946 che l'Università adottò "Torah Umadda" come suo slogan. (Nel 2005, il presidente dell'Università Richard Joel ha avviato una campagna per aggiungere la frase "Portare saggezza alla vita", come "etichetta" al motto dell'università). Correntemente la Yeshiva University pubblica il bollettino accademico Torah Umadda Journal, che "esplora la complessa relazione tra Torah, l'umanesimo e le scienze sociali", come anche gli studi su materie affini nella serie libraria Library of Jewish Law and Ethics (in collaborazione con la casa editraice Ktav Publishing House).
La frase stessa si pensa abbia origine da Jonathan Eybeschutz, che cita "Torah u-Madda" nel suo Yaarot Devash in almeno sedici paragrafi. Tale uso di "Madda" come "conoscenza secolare" è tuttavia recente. Nella letteratura rabbinica, "conoscenza secolare" è normalmente citata come chokhmah חכמה. Il primo libro del compedio della Halakhah di Maimonide, intitolato Mishneh Torah, si chiama "Madda" מדע - lì però il termine si riferisce alla conoscenza dei fondamenti dell'Ebraismo: "Nel primo libro includerò tutti i comandamenti che sono i principi della legge di Mosè e che l'uomo deve conoscere prima di tutto, come l'Unità di Dio e le proibizioni che si riferiscono all'idolatria. Ho chiamato questo libro Sefer ha Madda, il Libro della Conoscenza."

## Filosofia

### Torah e conoscenza secolare

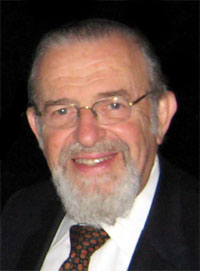
Rabbi Norman Lamm, 2007

Nell'interpretazione di Torah Umadda, "ebraicità e fede ebraica... e le preoccupazioni universali e le inquietudini dell'umanità" non sono "fondamentalmente improprie,"; l'Ebraismo e la cultura sono "in essenza parte di un continuum". La conoscenza ebraica e la conoscenza secolare, Torah e Madda non richiedono quindi una "riconciliazione sostanziale", infatti lo studio della Torah con altra conoscenza talvolta risulta in un Ebraismo accresciuto ed arricchito. Come afferma Rabbi Norman Lamm:

### Sintesi
Sebbene Torah Umadda consideri scienza e religione come separate, dove la "sapienza del mondo" mantiene il suo proprio significato, tuttavia concepisce una sintesi tra i due reami. In tale comprensione, "sintesi non si riferisce ad una unità logica delle teorie della scienza, della democrazia e dell'Ebraismo", anzi l'idea di sintesi ha un significato psicologico e sociologico. Qui, "l'individuo ha assorbito gli atteggiamenti caratteristici della scienza, della democrazia e della vita ebraica e risponde in modo appropriato alle diverse relazioni e contesti."
(Samuel Belkin, Discorso inaugurale, 1943)
Data questa concezione, la realizzazione di Torah Umadda può trovare "diverse espressioni legittime in ogni individuo." Nel suo libro Torah Umadda: The Encounter of Religious Learning and Worldly Knowledge in the Jewish Tradition Rabbi Lamm esplora sei separati modelli di Torah Umadda, inclusi quelli presentati da Maimonide, Samson Raphael Hirsch e Abraham Isaac Kook. La filosofia riconosce la sfida che ciò potrebbe rappresentare per i suoi aderenti e postula un contesto in cui "il confronto tra Ebraismo e cultura laica risulti in una più intensa creatività all'interno dell'Ebraismo."

### Centralità della Torah
Nonostante la sua accettazione sia della Torah e della conoscenza e cultura laiche, la Torah Umadda dà priorità ad una prospettiva e conoscenza della Torah e nella sua pratica richiede il rispetto rigoroso della Halakhah (Legge ebraica). Torah Umadda esige "fedeltà indiscussa al primato della Torah e che l'apprendimento di tutte le altre discipline intellettuali debba essere radicato e visto attraverso il prisma della Torah".
Secondo Rabbi Lamm, "Torah Umadda non implica... parificazione. La Torah rimane il centro incontrastato e preminente." Si afferma inoltre che "Torah Umadda può essere sostenibile solo se impone limiti severi sulla libertà di pensiero in aree che possano sfidare i principi fondamentali della fede ebraica." Per quanto riguarda l'osservanza della legge ebraica, "Non un solo fondamento dell'Ebraismo è stato da noi disturbato: aderiamo agli stessi ikkarim (principi di fede), siamo fedeli alla stessa Torah, ci adoperiamo per lo stesso studio della Torah e osservanza delle mitzvot che i nostri genitori e nonni prima di noi onoravano nel corso delle generazioni."

### Altri paradigmi
Un altro modello di Torah Umadda, meno enfatizzato nella letteratura ortodossa moderna, diminuisce il ruolo intellettuale di Madda. Piuttosto, ad un certo livello, "le teorie e metodi delle discipline laiche [possono] essere usate per assicurare non fini intellettuali, bensì pratici nella [vita quotidiana]." La benedizione di Dio ad Adamo ed Eva "Riempite la terra e soggiogatela" (Genesi 1:28) viene interpretata da Rav Soloveitchik (come anche da Samson Raphael Hirsch e Isaac Breuer) come mitzvah positiva, che incita l'uomo a sviluppare e migliorare il mondo di Dio; tale mitzvah di attività creativa esprime l'immagine divina in tutte le branche della cultura umana. Di conseguenza la conoscenza secolare permette all'ebreo religioso "di realizzare l'imperativo biblico di "riempire la terra e soggiogarla"... di svolgere le proprie responsabilità verso gli altri e inoltre, aumentando le modalità per migliorare il benessere umano, di ampliare la gamma di queste responsabilità e, infine, di adempiere il mandato della Imitatio Dei".

## Ortodossia Centrista
L'Ortodossia Centrista è la modalità dominante dell'Ebraismo ortodosso moderno negli Stati Uniti e nel mondo occidentale; è inoltre influente nell'ambito del movimento ortodosso moderno in Israele.

### Caratteristiche
La weltanschauung dell'Ortodossia Centrista (Hashkafa) è caratterizzata da "istruzione, moderazione e la centralità del popolo di Israele." In generale, le differenze tra Ortodossia Centrista e altri movimento ortodossi (sia Haredi che moderni - per es. "Open Orthodoxy" (Ortodossia Aperta)) scaturiscono dalla particolare enfasi data a ciascuna di queste caratteristiche.

#### Istruzione
Madda comporta un "coinvolgimento mondano", oltre alla sua componente intellettuale - e attribuisce un grande valore al contributo alla società in generale. Gli aderenti dell'Ortodossia Centrista sono quindi ben rappresentati, in proporzione, nelle professioni e nel mondo accademico - e in una qualche misura nella politica. I membri delle comunità haredi, al contrario, non intraprendono in genere nessuna formazione universitaria laica (salvo in eccezioni specifiche per motivi lavorativi) e riducono al minimo il rispettivo coinvolgimento nel secolare.

#### Moderazione
Per l'Ortodossia Centrista, la moderazione "non è il risultato né di astuzia né di indifferenza né di prudenza: si tratta di una questione di principio sacro... non è l'applicazione insensata della media aritmetica... è [invece] la valutazione sobria e intelligente di ogni situazione... [Così] la moderazione si origina da un'ampia weltanschauung piuttosto che da una visione tunnel, limitata." Questa moderazione, "cercando ciò che è consentito piuttosto di ciò che è proibito", si manifesta in tre modi. In primo luogo, secondo la comunità haredi, l'ideologia richiede l'adesione alla Halakhah; tuttavia non insiste che le restrizioni (chumras) siano normative, ma questione invece di scelta personale. In secondo luogo, rispetto alla comunità haredi - ma meno che in comunità non ortodosse - le donne stanno iniziando a svolgere un ruolo pubblico all'interno della comunità (in ruoli diversi da quelli strettamente religiosi). In terzo luogo, il movimento si impegna con la comunità ebraica più ampia, come discusso di seguito, e con il mondo laico, in contrapposizione all'approccio haredi di minimizzare tale contatto.

#### Centralità del popolo d'Israele
Tutte le ideologie ortodosse ripongono un alto valore su ahavat yisrael (amore per i correligionari ebrei) e tutti considerano la Terra d'Israele come santa - e la residenza lì come una mitzvah. Tuttavia, per l'Ortodossia Centrista, il "Popolo di Israele" svolge un ulteriore ruolo centrale. La differenza che ne scaturisce, rispetto ad altre filosofie, si manifesta in due modi. Prima di tutto, il coinvolgimento con i non-ortodossi si estende oltre alla "sensibilizzazione" - in cui molte organizzazioni haredi si impegnano - continuando le relazioni istituzionali e la cooperazione (nonostante le "violazioni deviazioniste dalla Torah e Halakhah" dei non-ortodossi). Poi, l'Ortodossia Centrista pone un alto significato nazionale, oltre che religioso, sullo Stato di Israele. Le istituzioni ortodosse centriste ed i rispettivi membri sono quindi sionisti in orientamento ed i tassi di Aliyah (immigrazione in Israele) di questa comunità sono più elevati rispetto ad altri; studiare in Hesder Yeshivot (combinazione di studi superiori e servizio militare nelle IDF) israeliane è anche frequente. Di conseguenza, sebbene l'Ortodossia Centrista e il Sionismo religioso non siano identici, condividono però molti degli stessi valori e molti degli stessi aderenti.

## Relazione conTorah im Derech Eretz

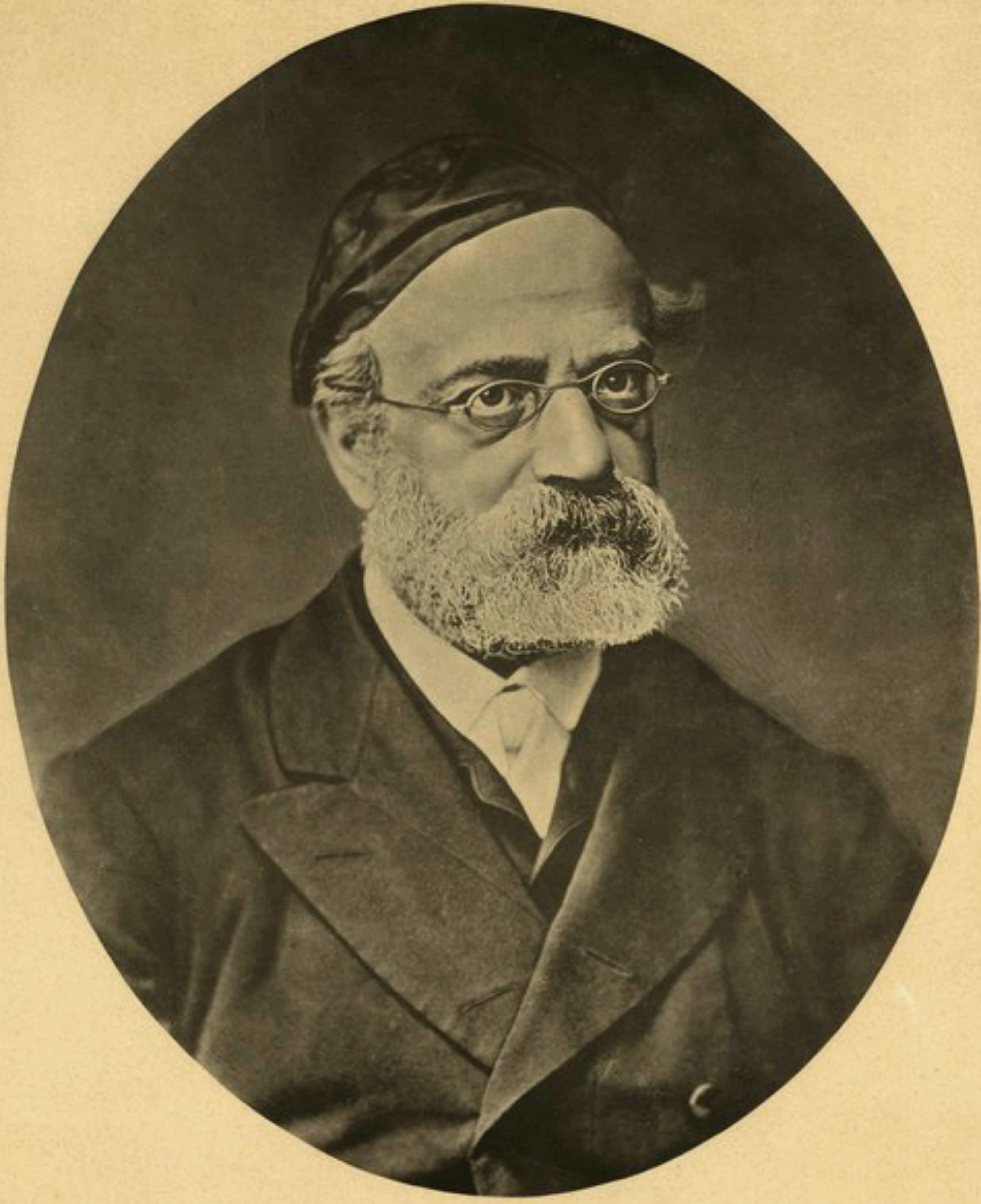
Rabbi Samson Raphael Hirsch

Torah im Derech Eretz — "Torah con la via del mondo" — è una filosofia dell'Ebraismo ortodosso che riguarda la relazione tra l'Ebraismo della Torah e il mondo moderno, articolata per la prima volta da Samson Raphael Hirsch verso il 1840. In un certo senso Torah Umadda e Torah im Derech Eretz sono simili. Entrambe le posizioni valutano l'acquisizione della conoscenza secolare/laica, insieme all'osservanza della Halakhah; entrambe inoltre enfatizzano il coinvolgimento mondano. Infatti la Torah im Derech Eretz viene a volte proposta come un paradigma su cui si basa Torah Umadda (e l'Ortodossia moderna in generale).
Allo stesso tempo, però, i due sono distinti in termini di enfasi. Mentre Torah Umadda mantiene due distinti reami - religioso e secolare – e accentua l'idea della sintesi (psicologica e sociologica), "la battaglia di Rabbi Hirsch non è stata per l'equilibrio né per la conciliazione, né per la sintesi né certamente per un potere parallelo, ma per il dominio – per un vero e assoluto dominio del precetto divino sulle nuove tendenze"(Isaac Breuer, nipote di Hirsch).
Un'altra differenza è che Torah Umadda non sconfessa la collaborazione comune con gli ebrei non ortodossi, mentre per Rabbi Hirsch l'"Austritt" (il requisito halakhico di non avere legami ufficiali con le istituzioni comunitarie non ortodosse) era una caratteristica della sua comunità e un tema importante dei suoi scritti.
Sebbene queste distinzioni sembrino sottili (specialmente la prima), si sono però manifestate in atteggiamenti religiosi marcatamente divergenti e prospettive spesso opposte. Per esempio, il rabbino Shimon Schwab, leader della "Comunità Breuers" a Washington Heights (Manhattan), è stato descritto come "spiritualmente molto distante" dalla Torah Umaddah.

## Critica

### Ebraismo Haredi
I critici di Torah Umadda, in particolare all'interno dell'Ebraismo haredi, vedono la complementarità di Torah e conoscenza secolare proposta dalla relativa filosofia come un'allusione che la Torah non è di per sé integra o completa. A loro avviso, la Torah Umadda è quindi fondata su una valutazione errata della Torah. Inoltre, credono che la Torah Umadda è problematica in quanto la sua sintesi consente una "invasione" della teologia ebraica da parte della visione scientifica del mondo. Di conseguenza, la Torah Umadda rappresenta una diluizione della "pura santità" (taharat hakodesh) della Torah.

### Ebraismo Chassidico
Le critiche da parte dei gruppi chassidici comprende una dimensione cabalistica aggiuntiva. Qui, la dottrina dello Tzimtzum è inteso implicare che, poiché il mondo fisico nasconde l'esistenza e la natura del creatore, lo studio del mondo naturale è improbabile che possa approfondire la valutazione di Dio o la comprensione della Torah. Un'ulteriore considerazione si pone in quanto il ruolo dell'ebreo in questo mondo (Olam haZeh) resta inteso, in primo luogo, come interessato al compimento della Legge e allo studio della Torah, come afferma il Baal Shem Tov: "[Uno dovrebbe] vivere alla luce di queste tre cose: l'amore di Dio, l'amore di Israele e l'amore della Torah." Così lo studio di idee secolari e il dedicare tempo alle attività secolari non direttamente per il bene della Torah - o quando non necessario per il proprio sostentamento - può costituire "un comportamento spiritualmente dannoso". Le scienze, in particolare, sono considerate problematiche:
(Shneur Zalman di Liadi, Tanya: Likutei Amarim, 8)

### Neo-ortodossia
I critici all'interno della Neo-ortodossia, il movimento direttamente discendente dalla comunità francofortese di Hirsch, sostengono che l‘uguaglianza tra Torah e il secolare postulato da Torah Umadda di fatto si traduce in una diminuzione dello status della Torah - e un travisamento degli insegnamenti di Rabbi Hirsch: "anche soltanto suggerire che qualcosa possa essere parallela alla Torah è una bestemmia di eccezionale gravità". La distinzione tra le due interpretazioni, sebbene sottile, si manifesta in posizioni e prospettive religiose marcatamente divergenti; come già detto, Shimon Schwab, secondo rabbino di questa comunità negli Stati Uniti, viene descritto come "spiritualmente molto distante" dalla prima concezione proposta dalla Yeshiva University.

### Sionismo religioso
La filosofie della Torah Umadda e del Sionismo religioso non sono in conflitto diretto e generalmente coesistono, condividendo sia i valori che gli aderenti. Tuttavia i sionisti religiosi più conservatori differiscono dalla Torah Umadda nel suo approccio alla conoscenza secolare. In questa visione, l'impegno con le idee e le situazioni secolari è consentito e incoraggiato, ma solo nella misura in cui questo vada a beneficio dello Stato di Israele. La conoscenza secolare è quindi vista come preziosa per fini pratici, anche se non in sé e di per sé. Così per esempio, a differenza della Torah Umadda, lo studio della letteratura e delle arti umanistiche è scoraggiato, mentre lo studio dell'ingegneria o della medicina (e con successiva pratica in Israele) è ritenuto prezioso.

### Ortodossia moderna
Dalla parte della Torah Umadda invece, ci sono coloro che si chiedono se "la letteratura sulla Torah u-Madda con la sua parzialità intellettualmente elitaria non si indirizzi direttamente verso la maggioranza dei suoi praticanti"; inoltre ci sono asserzioni che "la logica stessa della pratica sia alquanto rimossa dall'ideologia" ("La comunità funziona con una ideologia della Torah unita ad una logica suburbana di pratica"). La tesi qui è che la "persona suburbana di Torah u-Madda" nella realtà non si impegni in studi secolari per raggiungere la sintesi intellettuale descritta sopra, ma piuttosto "veda la laurea come porta verso una crescita professionale". Quindi, sebbene Torah Umadda possa consentire agli studenti della Yeshiva University "di barcamenarsi nell'uso dei loro anni universitari", non può tuttavia fornire una teologia direttamente applicabile alla famiglia ortodossa moderna contemporanea.
Nel suo libro The Crisis of Zionism (La crisi del Sionismo), l'accademico statunitense Peter Beinart scrive che, mentre il motto della Yeshiva University è Torah Umaddah, molti leader ortodossi moderni hanno abbandonato tale apertura intellettuale "in favore di una insularità che rivela sia paura che insularità: la paura che l'Ebraismo ortodosso non possa sopravvivere un dialogo con il mondo esterno e l'arroganza che il mondo esterno non possa aggiungere nulla di valore al mondo della Torah."